# Tatung PC-2000
Tatung PC-2000 (PC-2000) је био професионални рачунар фирме Tatung који је почео да се производи у Тајвану од 1984. године.
Користио је Z80A као микропроцесор. RAM меморија рачунара је имала капацитет од 64 KB. 
Као оперативни систем кориштен је CP/M.

## Детаљни подаци
Детаљнији подаци о рачунару PC-2000 су дати у табели испод.
|                       |                                                                               |
| [ 1 ]                 |                                                                               |
| Произвођач            |                                                                               |
| Тип                   | професионални рачунар                                                         |
| Меморија              | 64 KB                                                                         |
| Поријекло             | Тајван                                                                        |
| Година                | 1984                                                                          |
| Тастатура             | пуни помак тастера, 85 тастера са 6 функцијских тастера и нумеричка тастатура |
| Процесор              |                                                                               |
| Фреквенција процесора | 4                                                                             |
| RAM                   | 64 KB                                                                         |
| ROM                   | 2 KB                                                                          |
| Текст                 | 80 знакова x 25 линија (9 x 12 матрица знака)                                 |
| Графика               | само текст у основној верзији                                                 |
| Боја                  | једна боја                                                                    |
| Звук                  | мали звучник                                                                  |
| Димензије             | 45 (ширина) x 42,8 (дубина) x 62 (висина) (централни процесор + монитор)      |
| Портови               |                                                                               |
| Оперативни систем     |                                                                               |